# Grube Fresenius
Die Grube Fresenius ist eine ehemalige Buntmetallerzgrube im Bensberger Erzrevier in Overath. Sie lag südlich von der Ortschaft Wiedenhof in Heiligenhaus.

## Geschichte
Am 3. Februar 1856 mutete Albert Behr zu Ongrée bei Lüttich das Längenfeld Fresenius auf Kupfer- und Bleierze. Mit der Feldesbesichtigung wurde am 22. Februar 1856 die Bauwürdigkeit festgestellt. Die Verleihung erfolgte am 26. August 1856 in einem Stollen der Grubenfelder Heiligenthal, Rose und Plattner. Vom 31. Juli 1857 bis 1862 wurden laufend Fristungen beantragt, die ab 9. September 1862 auf unbestimmte Zeit angelegt waren. Aufgrund eines Umwandlungsantrags vom 27. Juni 1867 wurde das Längenfeld am 12. Juli 1868 in ein Geviertfeld auf Kupfer- und Bleierze in den Gemeinden Löderich, Balken und Heiliger umgewandelt. Ab 22. Mai 1890 wurde die AG für Bergbau, Blei- und Zinkfabrikation zu Stolberg und in Westfalen neuer Eigentümer.

## Betrieb und Anlagen
Das Grubenfeld Fresenius erstreckte sich am Ferrenberg zwischen Wiedenhof und Burgholz. Über die Betriebstätigkeiten ist nichts bekannt. In den Akten wird die Grube Fresenius allerdings unter den so genannten gebauten Gängen geführt.